# Combustione catalitica
La combustione catalitica è un processo di depurazione dell'aria effettuato tramite ossidazione o incenerimento per l'abbattimento delle sostanze inquinanti volatili presenti nella corrente gassosa. È una evoluzione della combustione termica senza fiamma (preriscaldamento nello scambiatore e camera di combustione).

## Meccanismo
L'effluente da trattare in questo caso viene immesso in un bruciatore e riscaldato fino ad innescare l'ossidazione che trasforma i COV in acqua, anidride carbonica ed energia termica.
Il vantaggio principale è quello di utilizzare temperature molto più basse (300-400 °C), rispetto alla combustione termica (oltre 1000 °C), grazie alla presenza di catalizzatori che accelerano la velocità del processo.
I migliori sistemi catalitici sono i tradizionali catalizzatori di ossidazione a base di metalli nobili (palladio Pd, platino Pt, rodio Rh), alcuni ossidi misti (CuO e MnO2) e ossidi di rame. I catalizzatori a metallo nobile hanno uno scarso utilizzo nel trattamento dei COV alogenati.
Gli impianti catalitici spesso sono autosufficienti sotto il profilo energetico o richiedono quantità modeste di combustibile ausiliario. 
Per il trattamento dei composti organici contenenti atomi di cloro, per convertire il cloro in acido cloridrico HCl si fornisce idrogeno alla corrente gassosa contenente COV, sotto forma di vapore d'acqua o per mezzo di un combustibile ausiliario saturo (per esempio metano).

## Applicazioni
La combustione catalitica è applicabile a qualsiasi miscela organica, indipendentemente dal tipo di COV presente e con largo intervallo di concentrazione. 
Essa viene applicata in condizioni di assenza di polveri (in quanto provocherebbero l'abrasione e lo sporcamento del catalizzatore), e in assenza di veleni che diminuirebbero l'attività catalitica. 
Altre applicazioni sono l'abbattimento dei solventi prodotti dall'industria meccanica ed elettronica, degli alcoli e idrocarburi prodotti dalle industrie grafiche, dei solventi residui dello strippaggio d'aria e dei composti ossigeno- clorurati derivanti dai processi chimici.
Si tratta di una tecnica messa a punto in Germania e applicata in Italia nell'impianto di Fusina (VE).
La combustione catalitica è sicuramente migliore di quella termica per considerazioni di carattere economico. Tra la combustione termica e quella catalitica, si preferisce la seconda quando si considera di abbattere i composti alogenati. 
Consente di ottenere livelli molto elevati di rimozione degli inquinanti organici, cui fanno riscontro costi di investimento ed esercizio piuttosto elevati.